# Calamus rotang
Calamus rotang és una planta dins del grup de les palmeres rotang. És nativa del sud-oest d'Àsia. La part basal creix vertical fins a uns 10 metres des del sòl i després ho fa de forma hortitzontal durant 200 metres o més. És molt flexible i de gruix uniforme, sovint presenta espines. Les fulles són pinnades i de disposició alternada, de 60 a 80 cm de llargada. És dioica, fa les flors en inflorescències tancades dins espates. Els fruits són comestibles i la resina que exsuden es coneix com a sang de drac.
Amb la seva fusta se'n fan mobles i altres estris.